# Naoum Shebib
Pour les articles homonymes, voir Shabib.

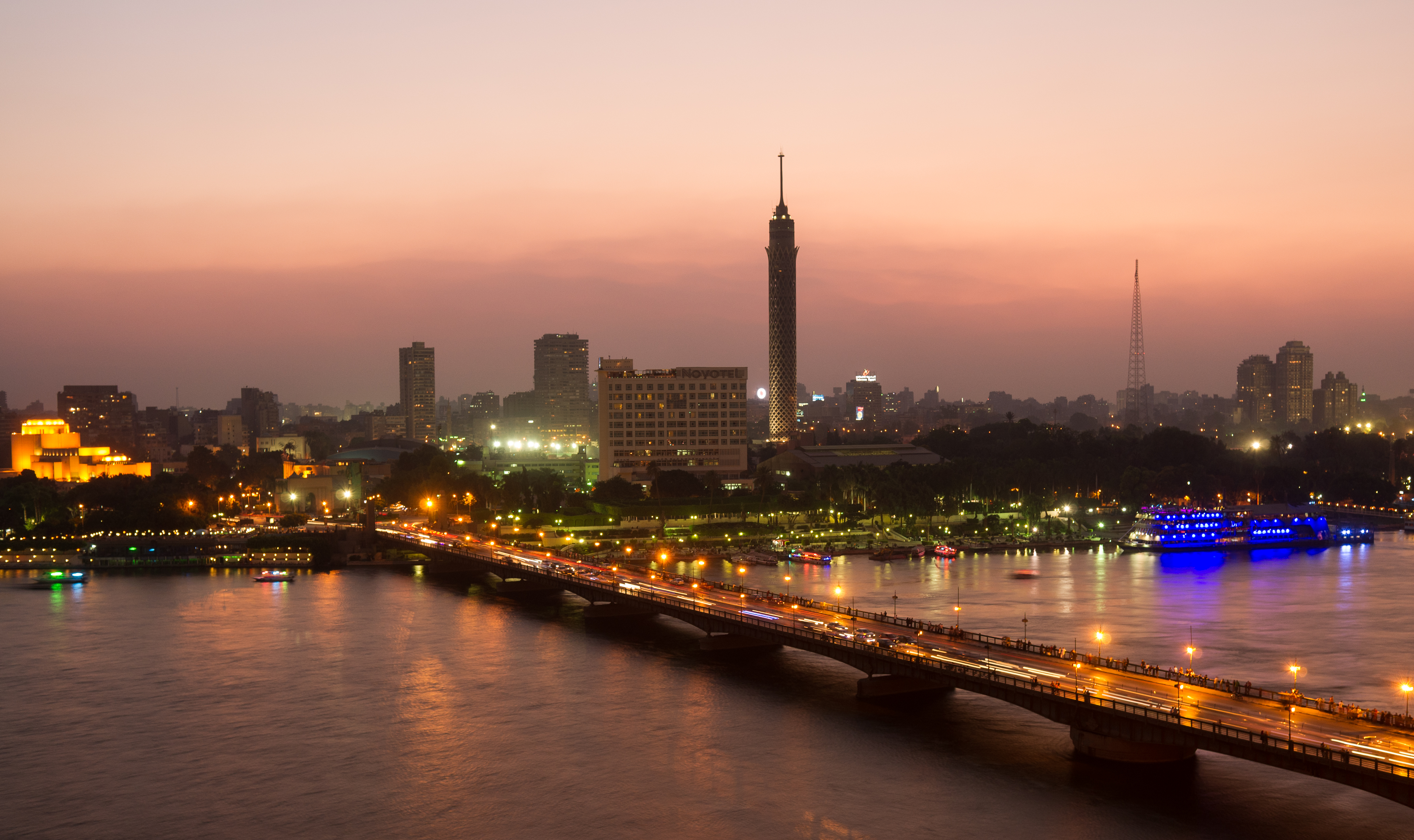
La Tour du Caire et le Nil en 2012.

Naoum Shebib (Le Caire 28 novembre 1915 - Montréal, 13 mai 1985), ou Naoum Chebib, est considéré comme l’un des principaux architectes égyptiens et le précurseur de l’architecture moderne d'Égypte. Il innova par exemple avec ses voûtes minces de béton armé. Fait remarquable, il était également ingénieur en structure et entrepreneur. Son œuvre la plus célèbre est la tour du Caire, achevée en 1961, qui est la plus haute construction d'Égypte avec ses 185 mètres.